# Игрицкое сельское поселение
Игрицкое сельское поселение — муниципальное образование в западной части Комаричского района Брянской области. Административный центр — село Бобрик.
Образовано в результате проведения муниципальной реформы в 2005 году, путём слияния дореформенных Игрицкого, Асовицкого и Бобриковского сельсоветов.

## Население
| 2010  | 2011  | 2012  | 2013  | 2014  | 2015  | 2016  | 2017  | 2018  |
| ----- | ----- | ----- | ----- | ----- | ----- | ----- | ----- | ----- |
| 1590  | ↘1578 | ↘1516 | ↘1477 | ↘1431 | ↘1417 | ↘1385 | ↘1367 | ↘1329 |
| 2019  | 2020  | 2021  |       |       |       |       |       |       |
| ↘1295 | ↘1270 | ↗1328 |       |       |       |       |       |       |

## Населённые пункты
| №  | Населённый пункт | Тип     | Население |
| -- | ---------------- | ------- | --------- |
| 1  | Алешок           | деревня | ↘40       |
| 2  | Асовица          | село    | ↘341      |
| 3  | Бобрик           | село    | ↘168      |
| 4  | Война            | село    | ↘150      |
| 5  | Горки            | деревня | ↘4        |
| 6  | Живой Ключ       | посёлок | →1        |
| 7  | Игрицкое         | село    | ↘400      |
| 8  | Лагеревка        | деревня | ↘244      |
| 9  | Мостечня         | деревня | ↘8        |
| 10 | Ольгино          | деревня | ↘65       |
| 11 | Пальцо           | посёлок | ↘9        |
| 12 | Тростная         | деревня | ↘47       |